# 巩高峰
巩高峰（1979年—），中国当代作家，《青年文摘》杂志编辑。其作品常见于《三联生活周刊》、《南方人物周刊》、《大学生》、《青年文学》等。2017年因为作品《一种美味》被选为浙江高考语文阅读理解篇目而被更多人所知。

## 作品列表

### 短篇小说集
- 《十七岁那年的五枚硬币》
- 《一只不符合审美标准的猫》
- 《一觉睡到小时候》
- 《把世界搞好啊，少年》
- 《变形计：孩子的成长有点疼》
- 《父亲的黑鱼》
- 《一种美味》
- 《十八岁出门吃饭》

## 相关事件
巩高峰的短篇小说《一种美味》被选为2017年浙江高考语文阅读理解篇目，文末写到：“现在，它早已死了，只是眼里还闪着一丝诡异的光。”，最后一道题目问这样写的用意，许多考生表示太难，无法理解。后来作者在微博上发布了自己做的答案，与标准答案相差很大。